# Sopa Rinpoché
Sopa Rinpoché, aussi appelé Sonam Wangyal (1970 - 8 janvier 2012, Darlag), est un maître tibétain et un Rinpoché respecté de la région de Golok. 

## Biographie
Sopa Rinpoché dirigeait une maison pour personnes âgées et un orphelinat dans le comté de Darlag. Il était lié au monastère de Nyanmo, dans la préfecture de Golok. 
À l'âge de 42 ans il s'immola par le feu, le 8 janvier 2012, dans le centre-ville de Darlag, préfecture autonome tibétaine de Golok,. Selon les informations diffusées par les Tibétains locaux, Soba Jugu, lors de son auto-immolation cria  « Tibet libre ! » et « Longue vie au Dalaï-Lama ! » Il jeta également des tracts ainsi que des drapeaux de prières .
Selon Woeser, une écrivaine tibétaine basée à Pékin, les Tibétains d'Amdo Golok et des régions voisines du Qinghai, du Gansu et du Sichuan furent profondément affectés par la mort de Sopa Rinpoché. Des milliers de Tibétains participèrent à la cérémonie funéraire à Darlag (chinois, Dari), dans le comté de Golok. Ailleurs, à Golok, des centaines de Tibétains prirent une journée de congé pour manifester pacifiquement après les funérailles. Selon Khenpo Ogyen Rigzin, un Tibétain en exil citant des contacts dans la région, plus d'une centaine de Tibétains portant des photos du dalaï-lama et du karmapa, manifestèrent. Khenpo Ogyen Rigzin affirma : « la manifestation se déroula en solidarité avec les Tibétains qui ont sacrifié leur vie depuis les troubles au Tibet en 2008. » « Les manifestants scandaient des slogans pour le retour du dalaï-lama au Tibet et la liberté au Tibet. ». La sécurité chinoise semble avoir autorisé la manifestation tout en photographiant et filmant les manifestants.
Un message enregistré de Sopa Rinpoché a été traduit du tibétain en anglais par Bhuchung D. Sonam, à Dharamsala. 
« Aux six millions de Tibétains, y compris ceux vivant en exil… Je suis reconnaissant à Pawo (en) Thupten Ngodup et à tous les autres héros tibétains, qui ont sacrifié leurs vies pour le Tibet et la réunification du peuple tibétain ; malgré mes quarante ans passés, je n’avais pas encore trouvé le courage de faire comme eux. Mais j’ai fait mon possible pour enseigner à autrui les domaines de connaissance traditionnels, y compris le bouddhisme. Nous sommes au XXIe siècle et, depuis un an, beaucoup de héros tibétains sont morts. J’offre mon corps, à la fois pour me montrer solidaire d’eux par la chair et le sang, et pour demander pardon par la plus haute pratique tantrique de l’offrande de son propre corps. Par cet acte, je ne vise ni la gloire ni la célébrité personnelle. Je fais don de mon corps comme une offrande de lumière pour chasser les ténèbres, pour libérer tous les êtres de la souffrance, et pour les conduire – chacun ayant été notre mère dans le passé et ayant, néanmoins, été poussé par l’ignorance à commettre des actes répréhensibles – vers Amitabha, le Bouddha de la lumière infinie. Mon offrande de lumière s’adresse à tous les êtres vivants, même les plus insignifiants tels les poux et les lentes, pour dissiper leur souffrance et pour les guider vers l’illumination. J’accomplis ce sacrifice en signe d’offrande pour la longue vie de notre maître-racine, Sa Sainteté le Dalaï-lama, et de tous les autres maîtres spirituels et lamas. »
[Lama Soepa récite alors la prière de l’offrande du mandala.]
« Je n’accomplis ce geste ni pour moi, ni pour satisfaire un désir personnel, ni pour gagner les honneurs. Je sacrifie mon corps avec une conviction profonde et un cœur pur, tout comme le Bouddha a courageusement offert son corps à une tigresse affamée (afin de l’empêcher de manger ses bébés). Tous les héros tibétains qui ont sacrifié leurs vies l’ont fait avec le même état d’esprit. Mais, concrètement, il est possible qu’ils aient éprouvé de la colère avant de mourir. Voilà pourquoi, afin de guider leurs esprits sur la voie de l’éveil, j’offre ces prières qui les conduiront peut-être à la bouddhéité. Puissent tous les maîtres spirituels et lamas au Tibet et en exil vivre longtemps. Je prie en particulier pour que Sa Sainteté le Dalaï-lama regagne le Tibet et qu’il en demeure le chef temporel et spirituel. »
[Lama Soepa récite la prière de longue vie pour le dalaï-lama et d’autres prières.]
« A mes frères et sœurs de religion, et à tous ceux de l'exil qui sont restés fidèles : vous devez unir vos forces et œuvrer de concert à la construction d’une nation tibétaine qui sera forte et prospère dans le futur. C’est l’unique souhait de tous les héros tibétains. Voilà pourquoi vous devez éviter de vous quereller, que ce soit pour l’eau ou pour la terre. Vous devez maintenir l’unité et la force. Offrez amour et éducation à vos enfants, qu’ils étudient avec assiduité pour maîtriser les sujets d’études traditionnels. Les aînés devraient poursuivre leurs pratiques spirituelles, sauvegarder la langue et la culture par tous les moyens possibles, et par les actions du corps, de la parole et de l’esprit. Il est essentiel de mettre sincèrement en application les principes bouddhistes afin d’être bénéfique à la cause tibétaine et afin de conduire tous les êtres vivants sur la voie de l’éveil. Tashi delek. À tous mes proches – amis, famille et étudiants -  à tous ceux de ma ville natale et particulièrement… [nom incompréhensible sur l’enregistrement], je ne me suis pas enrichi au cours de ma vie. Le peu que j’avais, je l’ai dépensé pour enseigner et à des fins spirituelles. Cela coupera court à toutes les supputations sur les grosses sommes d’argent que j’aurais pu laisser. Gardez cela présent à l’esprit, vous tous, mes frères, mes parents, et mes bienfaiteurs. Quant à mes effets personnels, j’espère qu’ils seront distribués aux nécessiteux ou offerts aux maîtres spirituels et aux lamas. Puissent tous les mérites accumulés profiter à tous les êtres vivants, et particulièrement à ceux qui souffrent dans les royaumes inférieurs, comme l’enfer. Je leur offre ces prières afin qu’ils puissent trouver de meilleures renaissances. »
[Lama Soepa récite de nouvelles prières.],